# Gilberto Kassab
Gilberto Kassab és un polític brasiler. Ha ocupat els càrrecs de diputat (1999-2005) i fou alcalde de São Paulo (2006-2013). És membre fundador del Partido Social Democratico (PSD).